# Marie Arturén
Siv Marie Therese Arturén Persson, född 1959 är en svensk sångerska, tidigare medlem i svenska dansbandet Drifters åren 1989–1996. År 1996 började hon i stället sjunga jazz samt leda allsång.